# 430. pr. n. št.
430. pr. n. št. je sedmo desetletje v 5. stoletju pr. n. št. med letoma 439 pr. n. št. in 430 pr. n. št.. 